# Kricktjärnen (Jörns socken, Västerbotten, 723965-170596)
Kricktjärnen är en sjö i Skellefteå kommun i Västerbotten och ingår i Kågeälvens huvudavrinningsområde.